# لی جی اون (شناگر)
لی جی اون (کره‌ای: 이지은؛ زادهٔ ۱۸ ژوئن ۱۹۸۹) ورزشکار ورزش شنا اهل کره جنوبی است.
وی در مسابقات کشوری و بین‌المللی در مجموع برندهٔ ۲ مدال برنز شده است.